# Temnora cinerofusca
Temnora cinerofusca är en fjärilsart som beskrevs av Embrik Strand 1912. Temnora cinerofusca ingår i släktet Temnora och familjen svärmare. Inga underarter finns listade i Catalogue of Life.